# Devon Allen
Devon Allen, född 12 december 1994, är en häcklöpare och amerikansk fotbollsspelare från USA. Han har bl a varit i final på 110 meter häck vid 2 olympiska spel - 2016 samt 2020. Vid tävlingar i New York i juni 2022 vann han häckloppet på 12.84, enbart 4 hundradelar från Aries Merritts världsrekord och världens tredje snabbaste tid genom tiderna. Han kom därmed till VM i Eugene som favorit men blev diskad i finalen efter att ha tjuvstartat.
Efter VM i Eugene återupptog han sin karriär som amerikansk fotbollsspelare och började spela för NFL-laget Philadelphia Eagles.